# Radvaň nad Dunajom
Radvaň nad Dunajom (Hongaars:Dunaradvány) is een Slowaakse gemeente in de regio Nitra, en maakt deel uit van het district Komárno.
Radvaň nad Dunajom telt 747 inwoners.